# Beate Scheffler

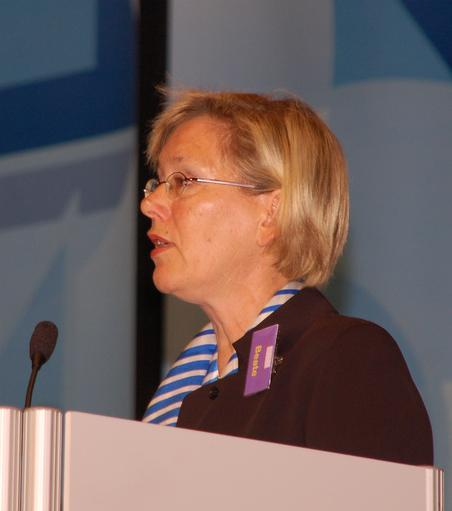
Beate Scheffler (2009)

Beate Scheffler (* 16. April 1952 in Hamburg) ist eine deutsche Politikerin (Bündnis 90/Die Grünen bzw. SPD). Sie war von 1997 bis 2009 Mitglied des Rates der Evangelischen Kirche Deutschlands und tätig als Ministerialdirigentin im Ministerium für Schule und Weiterbildung des Landes Nordrhein-Westfalen. Im Mai 2016 schied sie aus dem aktiven Dienst aus.

## Leben
Nach dem Abitur 1971 studierte Scheffler in Essen von 1971 bis 1975 die Fächer Evangelische Theologie, Deutsch und Geschichte für das Lehramt an Grund- und Hauptschulen und absolvierte im Februar 1977 ihr 2. Staatsexamen. Seit 1981 ist Scheffler Beamtin auf Lebenszeit. Sie promovierte 1995 (Die Schulpolitik der Grünen: programmatische Aussagen und parlamentarische Initiativen).
Scheffler war von 1990 bis 1995 Abgeordnete des elften Landtags von Nordrhein-Westfalen. Sie zog über die Landesliste ihrer Partei in den Landtag ein. 1995 trat sie, die 1986 bei den Grünen eingetreten war, aus ihrer bisherigen Partei aus und wechselte zur SPD. Seit November 2021 ist Scheffler Mitglied der SPD-Fraktion in der Bezirksvertretung Bochum-Ost.

## Schriften
- Alfred Buß, Beate Scheffler, Harald Schroeter-Wittke, Annemarie Heibrock: Räume des Glaubens – Räume der Freiheit: Materialien zu den Kulturpolitischen Leitlinien der Ev. Kirche von Westfalen. Institut für Kirche und Gesellschaft, 2005, ISBN 978-3-931845-89-6.